# Kamunyak
Kamunyak (la bénie, en samburu, orthographié aussi Kamuniak) est une lionne de la réserve nationale de Samburu, au Nord du Kenya. 
Elle est célèbre pour avoir adopté six bébés oryx. 

## Histoire
Ce phénomène contre nature a été découvert le 20 décembre 2001 par les rangers de la réserve de Samburu. Ils l'ont surnommée Kamunyak, qui signifie « celle qui est bénie » en langue locale. La lionne, qui devait avoir environ 3 ans, a quitté son groupe, vit en solitaire et piste une famille d'oryx pour adopter un petit. Fait étonnant, la lionne élève le petit oryx comme si c'était un lionceau. Mais 15 jours plus tard, un lion mâle solitaire s'empare du bébé oryx. En février 2002, un mois après le drame le jour de la Saint-Valentin, Kamunyak adopte un deuxième bébé oryx, encore plus jeune que le précédent. Malgré tout l'amour que porte Kamunyak sur le bébé oryx, le petit, qui n'est pas sevré et qui cherche une mamelle nourricière, a besoin de lait. L'équipe de la réserve décide donc de transférer le bébé oryx à l'orphelinat de Nairobi. En mars 2002, Kamunyak adopte un troisième bébé oryx, aussi grand que le premier, mais l'abandonnera, sans doute agacée par les touristes curieux venus pour admirer le spectacle. Elle adoptera encore trois autres bébés oryx, mais aucune de ces liaisons n'a duré aussi longtemps que la première. 
Les images ont été filmées par Dudu et Saba Douglas-Hamilton qui en ont fait un documentaire pour la BBC intitulé Heart of a Lioness, diffusé en France sous le titre Cœur de lionne. 
Kamunyak a été aperçue pour la dernière fois en février 2004. Mais malgré des recherches intensive, elle n'a pas été revue depuis.
La raison de ses enlèvements reste un mystère et personne ne peut l'expliquer avec certitude. Selon les spécialistes, la lionne, qui n'a jamais eu de portée, aurait peut-être subi un traumatisme dans sa vie solitaire.
Kamunyak est devenue une légende dans la tribu Samburu. Ils considèrent cette histoire comme un message divin[réf. souhaitée].

## Télévision
- Cœur de lionne. Documentaire de Saba Douglas-Hamilton, produit par Dudu Douglas-Hamilton, ORTV pour Granada International, 2004. Version française : Sunlight Productions. Traduction : Pierre Alain Gros. Narration : Anne Ferrier.
- Reportages - La lionne et l'oryx, une histoire d'amour. Magazine de Claude Carré et Henri Chambon, reportage d'Éric Millot et Jérôme Labbé, commentaires d'Alain Passerel, produit par Jean-Louis Burgat et Léo Productions, 2002. Diffusé le 28 décembre 2002 sur TF1.